# Andrena rufomaculata
Andrena rufomaculata là một loài Hymenoptera trong họ Andrenidae. Loài này được Friese mô tả khoa học năm 1921.

## Hình ảnh

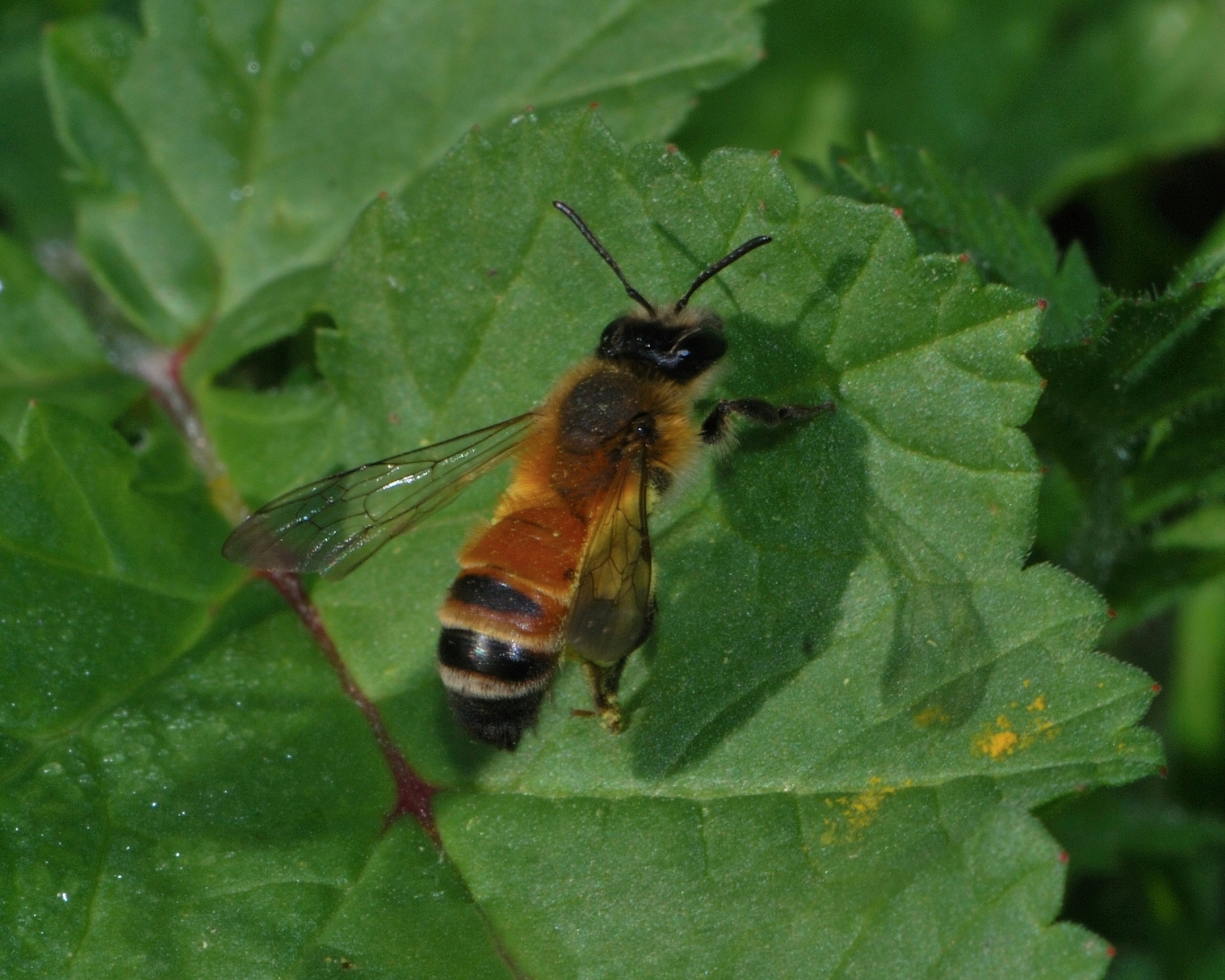